# 團團圓圓 (SING女團單曲)
《團團圓圓》是中國女子音樂團體SING女團於2018年第一張電子國風單曲音樂，也是正逢新年期間的賀年歌，於1月24日发行。
海外發行日期為2017年12月29日，收錄於《SING女團同名專輯》

## 简介
亚洲首个电子国风女团SING全新贺年歌《团团圆圆》正式上线。“爆竹声中一岁除，春风送暖入屠苏”，当「电子国风」遇上传统春节，是否能给你全新的年味？歌曲从过去挑花灯、春满城过渡至欢声笑语、阖家团圆的欢乐场景，古筝、琵琶、二胡、唢呐等传统民乐悠扬活泼，打造出别具风味的贺岁曲。在这个敲锣打鼓、张灯结彩的热闹日子，让SING女团伴你度过一个红红火火的新春。

## 曲目
| 曲序 | 曲目           |             | 作曲        | 编曲                        | 时长 |
| ---- | -------------- | ----------- | ----------- | --------------------------- | ---- |
| 1.   | 團團圓圓       | 李懋扬(T2o) | 李懋扬(T2o) | 徐一、纪粹希(G-Tracy)、贺鑫 | 3:14 |
| 2.   | 團團圓圓(伴奏) |             | 李懋扬(T2o) | 徐一、纪粹希(G-Tracy)、贺鑫 | 3:14 |

## 記事
- 2019年，《团团圆圆》一曲被香港特別行政區政府轄下的煙花匯演籌備委員會選為2019年香港賀歲煙花匯演第七幕「团团圆圆」的背景音樂。[7]
- 2020年1月25日，SING女团也使用该歌曲亮相在东南卫视。

## 争议
2019年11月12日，马来西亚知名歌手钟盛忠连同他的妹妹钟晓玉及M-Girls成员王雪晶上传了《团团圆圆》，后被中国网民查核他抄袭该歌曲（上传至B站后发现歌曲有版权在中国）。三个人同时被SING女团的粉丝骂。钟盛忠就大骂SING女团粉丝（参见下方）。
钟盛忠于2019年11月22日发布道歉声明。